# Campeonato Europeo de Remo de 1958
El XLVIII Campeonato Europeo de Remo se celebró en Poznań (Polonia) en 1958 bajo la organización de la Federación Internacional de Sociedades de Remo (FISA).
En total se disputaron doce pruebas diferentes, siete masculinas y cinco femeninas.

## Medallero
| Núm. | País           | Oro | Plata | Bronce | Total |
| ---- | -------------- | --- | ----- | ------ | ----- |
| 1    | URSS           | 5   | 0     | 2      | 7     |
| 2    | RFA            | 3   | 2     | 2      | 7     |
| 3    | Italia         | 1   | 1     | 0      | 2     |
| 4    | Hungría        | 1   | 0     | 2      | 3     |
| 5    | Australia      | 1   | 0     | 0      | 1     |
| 5    | Finlandia      | 1   | 0     | 0      | 1     |
| 7    | Rumania        | 0   | 4     | 2      | 6     |
| 8    | RDA            | 0   | 2     | 0      | 2     |
| 9    | Austria        | 0   | 1     | 0      | 1     |
| 9    | Estados Unidos | 0   | 1     | 0      | 1     |
| 9    | Francia        | 0   | 1     | 0      | 1     |
| 12   | Checoslovaquia | 0   | 0     | 2      | 2     |
| 13   | Suiza          | 0   | 0     | 1      | 1     |
| 13   | Yugoslavia     | 0   | 0     | 1      | 1     |
|      | TOTAL          | 12  | 12    | 12     | 36    |